# Ngao Thụy Bằng
Ngao Thụy Bằng (tiếng Trung: 敖瑞鹏, bính âm: Áo Rùi Péng) (sinh ngày 06 tháng 10 năm 1995 tại Trùng Khánh, Trung Quốc) là một nam diễn viên, người mẫu trực thuộc công ty Truyền thông Gia Thượng (JS Media). Năm 2019, anh tham gia chương trình Không gian tình yêu (Dream Space/恋梦空间) và bước chân vào lĩnh vực điện ảnh truyền hình. Đến năm 2023, anh được khán giả biết đến rộng rãi hơn qua vai diễn Lôi Vô Kiệt trong bộ phim Thiếu niên ca hành.

## Tác phẩm

### Phim truyền hình
| Năm            | Tiêu đề                                               | Vai diễn                 | Bạn diễn          | Nền tảng phát sóng | Chú thích                 |
| 2020           | Thời gian và em đều ngọt ngào                         | Trương Hạo Thiên         |                   | Mango TV           | Vai nam thứ               |
| 2020           | Yêu nhau đi, Thực Mộng Quân                           | Thời Mạnh                | Mã Mộng Duy       | IQIYI              | Vai chính                 |
| 2021           | Tân nhân loại! Bạn trai bị rò điện                    | Hồ Lý                    | Lữ Tiểu Vũ        | IQIYI              | Vai chính                 |
| 2021           | Quốc tử giám có một nữ đệ tử                          | Diêm Diễm/Diêm Tiểu Lang |                   | Tencent Video      | Vai phụ                   |
| 2021           | Nửa hiệp đầu cơ trí                                   | Mã Diệc Nhiên            |                   | Youku              | Vai phụ                   |
| 2022           | Thiếu Niên Ca Hành                                    | Lôi Vô Kiệt              |                   | Youku              | Vai chính                 |
| 2023           | Thiếu nữ nhìn thấy duyên phận                         | Vệ Khởi                  | Thích Nghiên Địch | MangoTV            | Vai chính                 |
| 2023           | Thiếu niên giang hồ                                   | Mộ Dung Xung             | Tông Nguyên Viên  | IQIYI              | Vai chính                 |
| 2023           | Tân lên nhầm kiệu hoa được chồng như ý (Bản mới 2023) | Tề Thiên Lỗi             | Điền Hi Vi        | Youku              | Vai chính                 |
| 2024           | Em Đẹp Hơn Cả Ánh Sao                                 | Tần Lập                  |                   | MangoTV WeTV       | Khách mời                 |
| 2024           | Trấn Hồn Nhai Chi Nhiệt Huyết Tái Nhiên               | Tào Diệm Binh            | Trương Dư Hi      | Youku              | Trấn hồn nhai 2/Vai chính |
| 2025           | Bạch Nguyệt Phạn Tinh                                 | Phạn Việt/Tịnh Uyên      | Bạch Lộc          | IQIYI              | Vai chính                 |
| 2025           | Mùa hoa rơi gặp lại chàng                             | Côn Luân                 |                   | IQIYI MangoTV WeTV | Vai phụ                   |
| 2025           | Thất Căn Tâm Giản                                     | Nhất Vạn Tam             |                   | Youku              | Vai phụ                   |
| 2025           | Triều Tuyết Lục                                       | Yến Trì                  | Lý Lan Địch       | IQIYI              | Vai chính                 |
| Chưa Phát Sóng | Sư Huynh Thái Ổn Kiệt/Sư Huynh Quá Ổn Trọng           | Lý Trường Thọ            | Tôn Trân Ny       | Youku              | Vai chính                 |
| Chưa Phát Sóng | Nhất Điểm Hạo Nhiên Khí                               | Trần Nhất                | Đại Lộ Oa         | IQIYI              | Vai chính                 |

## Giải thưởng
| Năm  | Giải thưởng            | Hạng mục                   | Tác phẩm | Kết quả   |
| 2024 | Đêm hội gào thét IQIYI | Diễn viên tiềm lực của năm | —        | Đoạt giải |